# Adrien Pasquali
Adrien Pasquali (* 5. September 1958 in Bagnes, Kanton Wallis; † 23. März 1999 in Paris) war ein Schweizer Schriftsteller, Literaturwissenschaftler und Übersetzer italienischer Herkunft.

## Leben
Adrien Pasquali studierte Französische Literatur an der Universität Freiburg, wo er mit einer Dissertation über Charles Ferdinand Ramuz abschloss. 1997 erhielt er einen Lehrauftrag zur Westschweizer Literatur an der Universität Genf. Als Autor veröffentlichte er Romane und Erzählungen. Als Literaturkritiker schrieb er Essays, unter anderem über Ramuz, Gustave Roud und Nicolas Bouvier. Daneben übersetzte er Romane aus dem Italienischen.
Adrien Pasquali nahm sich 1999 in Paris das Leben.

## Auszeichnungen
- 1987: Einzelwerkpreis der Schweizerischen Schillerstiftung für Eloge du migrant
- 1994: Prix Lipp für La Matta

## Werke

### Prosa
- Eloge du migrant. L’Aire, Vevey 1984.
  - Einwandererlob. Deutsch von Lislott Pfaff. Benziger, Zürich 1987, ISBN 3-545-36441-0.
- Les Portes d’Italie. L’Aire, Vevey 1986.
- Un Amour irrésolu. L’Aire, Vevey 1988.
- Portrait de l’artiste en jeune tisserin. 1: L’Histoire dérobée. L’Aire, Vevey 1988.
- Portrait de l’artiste en jeune tisserin. 2: Passons à l’ouvrage. Zoé, Genf 1989.
- Le Veilleur de Paris. Zoé, Genf 1990.
- Une vie de livre. Zoé, Genf 1993.
- La Matta. Zoé, Genf 1994.
  - La Matta. Roman. Deutsch von Gabriela Zehnder. Die Brotsuppe, Biel 2009, ISBN 978-3-905689-25-9.
- Le Pain de silence. Zoé, Genf 1999.
- Mauvais coton. Zoé, Genf 2000.

### Essays
- Filiations et filatures. Littérature et critiques en suisse romande (mit Claire Jaquier und Roger Francillon). Zoé, Genf 1991.
- C.F. Ramuz: «Adam et Eve». Etude génétique et interprétation. Lettres modernes, Paris 1993.
- Théâtres d’écritures. Comment travaillent les écrivains? Enquête auprès d’écrivains suisses (mit Yves Bridel). Lang, Bern 1993, ISBN 3-906750-11-6.
- Le Tour des horizons. Critiques et récits de voyage. Klincksieck, Paris 1994.
- Gustave Roud: «Requiem». Etude génétique et interprétation. Association des Amis de Gustave Roud, Lausanne 1997.

### Übersetzungen
- Alice Ceresa: Scènes d’intérieur avec fillettes, Genf 1993.
- Aurelio Buletti: Rivage du soleil, Ni au premier ni au plus beau, Troisième frêle livre de poèmes, Lausanne 1998.
- Giovanni Orelli: Le rêve de Walacek, Paris 1998.